# Eustrotia megalena
Eustrotia megalena är en fjärilsart som beskrevs av Paul Mabille 1899. Eustrotia megalena ingår i släktet Eustrotia och familjen nattflyn. Inga underarter finns listade i Catalogue of Life.